# Список министров энергетики России

## Народный комиссариат электростанций и электропромышленности СССР
Образован 24 января 1939 года из Наркомата тяжёлой промышленности СССР.
| Имя                                     | Дата вступления в должность | Дата снятия с должности |
| --------------------------------------- | --------------------------- | ----------------------- |
| Первухин, Михаил Георгиевич (1904—1978) | 24 января 1939              | 17 апреля 1940          |

17 апреля 1940 года разделён на два наркомата — Наркомат электропромышленности СССР и Наркомат электростанций СССР.

## Народный комиссариат электростанций СССР
Образован 17 апреля 1940 года из Наркомата электростанций и электропромышленности СССР.
| Имя                                     | Дата вступления в должность | Дата снятия с должности |
| --------------------------------------- | --------------------------- | ----------------------- |
| Летков, Андрей Иванович (1903—1942)     | 17 апреля 1940              | 16 января 1942          |
| Жимерин, Дмитрий Георгиевич (1906—1995) | 20 января 1942              | 15 марта 1946           |

15 марта 1946 года преобразован в одноимённое министерство.

## Министерство электростанций СССР
Образовано 15 марта 1946 года из одноимённого наркомата.
| Имя                                     | Дата вступления в должность | Дата снятия с должности |
| --------------------------------------- | --------------------------- | ----------------------- |
| Жимерин, Дмитрий Георгиевич (1906—1995) | 19 марта 1946               | 5 марта 1953            |

5 марта 1953 года объединено с Министерством электропромышленности СССР и Министерством промышленности средств связи СССР в одно — Министерство электростанций и электропромышленности СССР.

## Министерство электростанций и электропромышленности СССР
Образовано 5 марта 1953 года при объединении Министерства электростанций СССР, Министерства электропромышленности СССР и Министерства промышленности средств связи СССР.
| Имя                                     | Дата вступления в должность | Дата снятия с должности |
| --------------------------------------- | --------------------------- | ----------------------- |
| Первухин, Михаил Георгиевич (1904—1978) | 5 марта 1953                | 17 апреля 1954          |

17 апреля 1954 года разделено на два министерства — Министерство электростанций СССР и Министерство электротехнической промышленности СССР и ликвидировано.

## Министерство электростанций СССР
Вновь образовано 17 апреля 1954 года. 22 ноября 1954 года из него выделено Министерство строительства электростанций СССР. 10 мая 1957 года Министерство строительства электростанций СССР вновь объединено с Министерством электростанций СССР.
| Имя                                           | Дата вступления в должность | Дата снятия с должности |
| --------------------------------------------- | --------------------------- | ----------------------- |
| Павленко, Алексей Сергеевич (1904—1984)       | 17 апреля 1954              | 9 февраля 1955          |
| Маленков, Георгий Максимилианович (1902—1988) | 9 февраля 1955              | 29 июня 1957            |
| Павленко, Алексей Сергеевич (1904—1984)       | 29 июня 1957                | 31 декабря 1958         |

Упразднено 31 декабря 1958 года. На его базе образовано Министерство строительства электростанций СССР.

## Министерство строительства электростанций СССР
Образовано 22 ноября 1954 года на базе строительно-монтажных предприятий и организаций Министерства электростанций СССР.
| Имя                                   | Дата вступления в должность | Дата снятия с должности |
| ------------------------------------- | --------------------------- | ----------------------- |
| Логинов, Фёдор Георгиевич (1900—1958) | 22 ноября 1954              | 10 мая 1957             |

10 мая 1957 года объединено с Министерством электростанций СССР и ликвидировано.
Вновь образовано 31 декабря 1958 года при упразднении Министерства электростанций СССР.
| Имя                                     | Дата вступления в должность | Дата снятия с должности |
| --------------------------------------- | --------------------------- | ----------------------- |
| Новиков, Игнатий Трофимович (1907—1993) | 31 декабря 1958             | 26 сентября 1962        |

26 сентября 1962 года преобразовано в Министерство энергетики и электрификации СССР.

## Министерство энергетики и электрификации СССР
Образовано 26 сентября 1962 года на базе Министерства строительства электростанций СССР.
| Имя                                     | Дата вступления в должность | Дата снятия с должности |
| --------------------------------------- | --------------------------- | ----------------------- |
| Новиков, Игнатий Трофимович (1907—1993) | 11 октября 1962             | 24 ноября 1962          |
| Непорожний, Пётр Степанович (1910—1999) | 24 ноября 1962              | 13 марта 1963           |

13 марта 1963 года преобразовано в Государственный производственный комитет по энергетике и электрификации СССР.

## Государственный производственный комитет по энергетике и электрификации СССР
Образован 13 марта 1963 года на базе Министерства энергетики и электрификации СССР и подчинён ВСНХ СССР.
| Имя                                     | Дата вступления в должность | Дата снятия с должности |
| --------------------------------------- | --------------------------- | ----------------------- |
| Непорожний, Пётр Степанович (1910—1999) | 13 марта 1963               | 2 октября 1965          |

2 октября 1965 года преобразован в Министерство энергетики и электрификации СССР.

## Министерство энергетики и электрификации СССР
Вновь образовано 2 октября 1965 года на базе Государственного производственного комитета по энергетике и электрификации СССР.
| Имя                                     | Дата вступления в должность        | Дата снятия с должности        |
| --------------------------------------- | ---------------------------------- | ------------------------------ |
| Непорожний, Пётр Степанович (1910—1999) | 2 октября 1965                     | 22 марта 1985                  |
| Майорец, Анатолий Иванович (1929—2016)  | 22 марта 1985                      | 7 июня 1989                    |
| Семёнов, Юрий Кузьмич (1932—2020)       | 17 июля 1989 и. о. 28 августа 1991 | 28 августа 1991 26 ноября 1991 |

Ликвидировано 26 декабря 1991 года в связи с прекращением существования СССР.

## Министерство энергетики и электрификации РСФСР
Образовано 29 сентября 1962 года.
| Имя                                     | Дата вступления в должность | Дата снятия с должности |
| --------------------------------------- | --------------------------- | ----------------------- |
| Бизяев, Александр Денисович (1910—1978) | 13 октября 1962             | 18 марта 1963           |

Упразднено 18 марта 1963 года.

## Министерство топлива и энергетики РСФСР
Образовано 28 февраля 1991 года (Постановление СМ РСФСР от 28 февраля 1991 года № 122).
| Имя                                      | Дата вступления в должность | Дата снятия с должности |
| ---------------------------------------- | --------------------------- | ----------------------- |
| Дьяков, Анатолий Фёдорович (1936—2015)   | 13 мая 1991                 | 10 ноября 1991          |
| Лопухин, Владимир Михайлович (1952—2020) | 10 ноября 1991              | 16 мая 1992             |

25 декабря 1991 года Верховный Совет РСФСР принял закон о переименовании РСФСР в Российскую Федерацию. 21 апреля 1992 года Съезд народных депутатов РСФСР утвердил переименование, внеся соответствующие изменения в Конституцию РСФСР, которые вступили в силу 16 мая 1992 года.

## Министерство топлива и энергетики РФ
| Имя                                        | Дата вступления в должность | Дата снятия с должности |
| ------------------------------------------ | --------------------------- | ----------------------- |
| Лопухин, Владимир Михайлович (1952—2020)   | 16 мая 1992                 | 30 мая 1992             |
| Шафраник, Юрий Константинович (род. 1952)  | 12 января 1993              | 22 августа 1996         |
| Родионов, Пётр Иванович (род. 1951)        | 22 августа 1996             | 9 апреля 1997           |
| Отт, Виктор Иоганесович (род. 1948). и. о. | 10 апреля 1997              | 24 апреля 1997          |
| Немцов, Борис Ефимович (1959—2015)         | 24 апреля 1997              | 20 ноября 1997          |
| Кириенко, Сергей Владиленович (род. 1962)  | 20 ноября 1997              | 23 марта 1998           |
| Отт, Виктор Иоганесович (род. 1948), и. о. | 23 марта 1998               | 30 апреля 1998          |
| Генералов, Сергей Владимирович (род. 1963) | 13 мая 1998                 | 25 мая 1999             |
| Калюжный, Виктор Иванович (род. 1947)      | 25 мая 1999                 | 20 мая 2000             |

20 мая 2000 года преобразовано в Министерство энергетики РФ.

## Министерство энергетики Российской Федерации
Образовано 20 мая 2000 года на базе Министерства топлива и энергетики РФ (Указ Президента РФ от 17 мая 2000 года № 867).
| Имя                                     | Дата вступления в должность | Дата снятия с должности |
| --------------------------------------- | --------------------------- | ----------------------- |
| Гаврин, Александр Сергеевич (род. 1953) | 20 мая 2000                 | 5 февраля 2001          |
| И. о. 1-й зам.министра                  | 5 февраля 2001              | 16 июня 2001            |
| Юсуфов, Игорь Ханукович (род. 1956)     | 16 июня 2001                | 9 марта 2004            |

9 марта 2004 года упразднено. Его функции переданы Министерству промышленности и энергетики РФ.

## Министерство промышленности и энергетики Российской Федерации
Образовано 9 марта 2004 года вместо упразднённых Министерства промышленности, науки и технологий РФ и Министерства энергетики РФ (Указ Президента РФ от 9 марта 2004 года № 314).
| Имя                                     | Дата вступления в должность | Дата снятия с должности |
| --------------------------------------- | --------------------------- | ----------------------- |
| Христенко, Виктор Борисович (род. 1957) | 9 марта 2004                | 12 мая 2008             |

12 мая 2008 года упразднено. Вместо него образованы Министерство промышленности и торговли РФ и Министерство энергетики РФ.

## Министерство энергетики Российской Федерации
Образовано 12 мая 2008 года при разделении Министерства промышленности и энергетики РФ (Указ Президента РФ от 12 мая 2008 года № 724).
| Имя                                        | Дата вступления в должность | Дата снятия с должности |
| ------------------------------------------ | --------------------------- | ----------------------- |
| Шматко, Сергей Иванович (1966—2021)        | 12 мая 2008                 | 21 мая 2012             |
| Новак, Александр Валентинович (род. 1971)  | 21 мая 2012                 | 10 ноября 2020          |
| Шульгинов, Николай Григорьевич (род. 1951) | 10 ноября 2020              | 14 мая 2024             |
| Цивилёв, Сергей Евгеньевич (род. 1961)     | с 14 мая 2024               |                         |